# 21 Regiment Pieszy Koronny
21 Regiment Pieszy Koronny – oddział piechoty armii koronnej wojska I Rzeczypospolitej.
Dwubatalionowy pułk wszedł w skład dywizji nadnarwiańskiej i brał udział w potyczkach z Prusakami.

## Formowanie i zmiany organizacyjne
Regiment został sformowany w maju 1794 roku, z milicji województwa podlaskiego jako Regiment Pikinierów Podlaskich przez generała ziemiańskiego ziemi bielskiej Andrzeja Karwowskiego.

Był to regiment był dwubatalionowy, każdy batalion miał 4 kompanie. Zgodnie z zatwierdzonym przez Naczelnika etatem winien składać się z 1390 żołnierzy. Na początku czerwca liczył  973 osoby. Brakowało w nim przede wszystkim oficerów liniowych oraz oficerów sztabów: niższego i średniego. 10 lipca regiment liczył 1115 głów, na przełomie września i października –1064. Przemianowanie na 21 regiment sugeruje Tadeusz Korzon i Bronisław Gembarzewski. O takie przemianowanie podlaskiego regimentu pikinierów czynił starania gen. mjr Karwowski. Na uzbrojeniu regiment posiadał 300 karabinów.

## Żołnierze regimentu
Komendanci
- gen. mjr A. Karwowski[2]
- płk Leonard Paszkowski[1]

Regimentem dowodził płk Leonard Paszkowski, a jego zastępcą ppłk Stanisław Karwowski. Majorem regimentu był Wolfgang Roltzberg. W regimencie służyli także: kpt. Józef Połoński, por. Pruszyński, por. Wincenty Lubowidzki, chor. Makowski, chor. Nieznański i chor. Dziekoński.

## Walki regimentu
Bitwy i potyczki
- Kolno (10 lipca)
- Ślosarze (28 września)
- Ostrołęka (30 września)